# Стрелово
Стре́лово (бел. Стрэлава) — деревня в Барановичском районе Брестской области Белоруссии. Входит в состав Миловидского сельсовета. Население — 19 человек (2019).

## География
Деревня расположена в 37,5 км по автодорогам к юго-западу от центра Барановичей и в 3,5 км к северу от центра сельсовета, агрогородка Миловиды. К северу от деревни имеется кладбище, также есть коровник. В 800 метрах к югу от деревни находится устье ручья Подкриница, который впадает в реку Молотовка. В километре к западу расположен исток ручья Стреловка, который в 500 метрах к северу впадает в Молотовку. Имеется автобусная остановка, где останавливаются автобусы до Барановичей. В километре к северо-востоку от деревни расположено фермерское хозяйство, где выращивают голубику.

## История
В 1897 году — деревня Островской волости Новогрудского уезда Минской губернии, 66 дворов, хлебозапасный и два других магазина, трактир. После 1905 года начало действовать народное училище. В 1909 году — деревня (92 двора, 460 жителей) и имение (1 двор, 4 жителя) той же волости.
С 1921 года в гмине Остров Барановичского повета Новогрудского воеводства межвоенной Польши. По переписи 1921 года в деревне числилось 81 жилое и 2 прочих обитаемых здания, в которых проживало 457 человек (238 мужчин, 219 женщин), из них 456 поляков и 1 белорус (по вероисповеданию — 455 римских католиков и 2 православных).
С 1939 года в составе БССР. С 15 января 1940 года в Новомышском районе Барановичской, с 8 января 1954 года Брестской области. 8 апреля 1957 года район переименован в Барановичский.
С конца июня 1941 по июль 1944 года была оккупирована немецко-фашистскими захватчиками, убиты 39 человек и разрушено 49 домов. На фронтах войны погибло три сельчанина.

## Население
На 1 января 2023 года в деревне проживало 18 человек в 15 хозяйствах, в том числе 12 в трудоспособном возрасте и 6 старше трудоспособного возраста.
| Численность населения (по переписи) | Численность населения (по переписи) | Численность населения (по переписи) | Численность населения (по переписи) | Численность населения (по переписи) | Численность населения (по переписи) | Численность населения (по переписи) | Численность населения (по переписи) |
| 1897                                | 1909                                | 1921                                | 1959                                | 1970                                | 1999                                | 2009                                | 2019                                |
| ----------------------------------- | ----------------------------------- | ----------------------------------- | ----------------------------------- | ----------------------------------- | ----------------------------------- | ----------------------------------- | ----------------------------------- |
| 431                                 | ↗464                                | ↘457                                | ↘281                                | ↘278                                | ↘77                                 | ↘43                                 | ↘19                                 |

## Достопримечательности
- Курганный могильник. В километре к западу от деревни, с восточной стороны католического кладбища. В большой курганной группе около 46 насыпей высотой до полутора метров, диаметром 6—10 метров. Курганы известны под названием Турецкое кладбище. Открыл в 1969 году В. Г. Супрун, обследовали в 1970 году М. М. Чернявский, в 1980 году Т. С. Бубенько[9].